# Równiarka

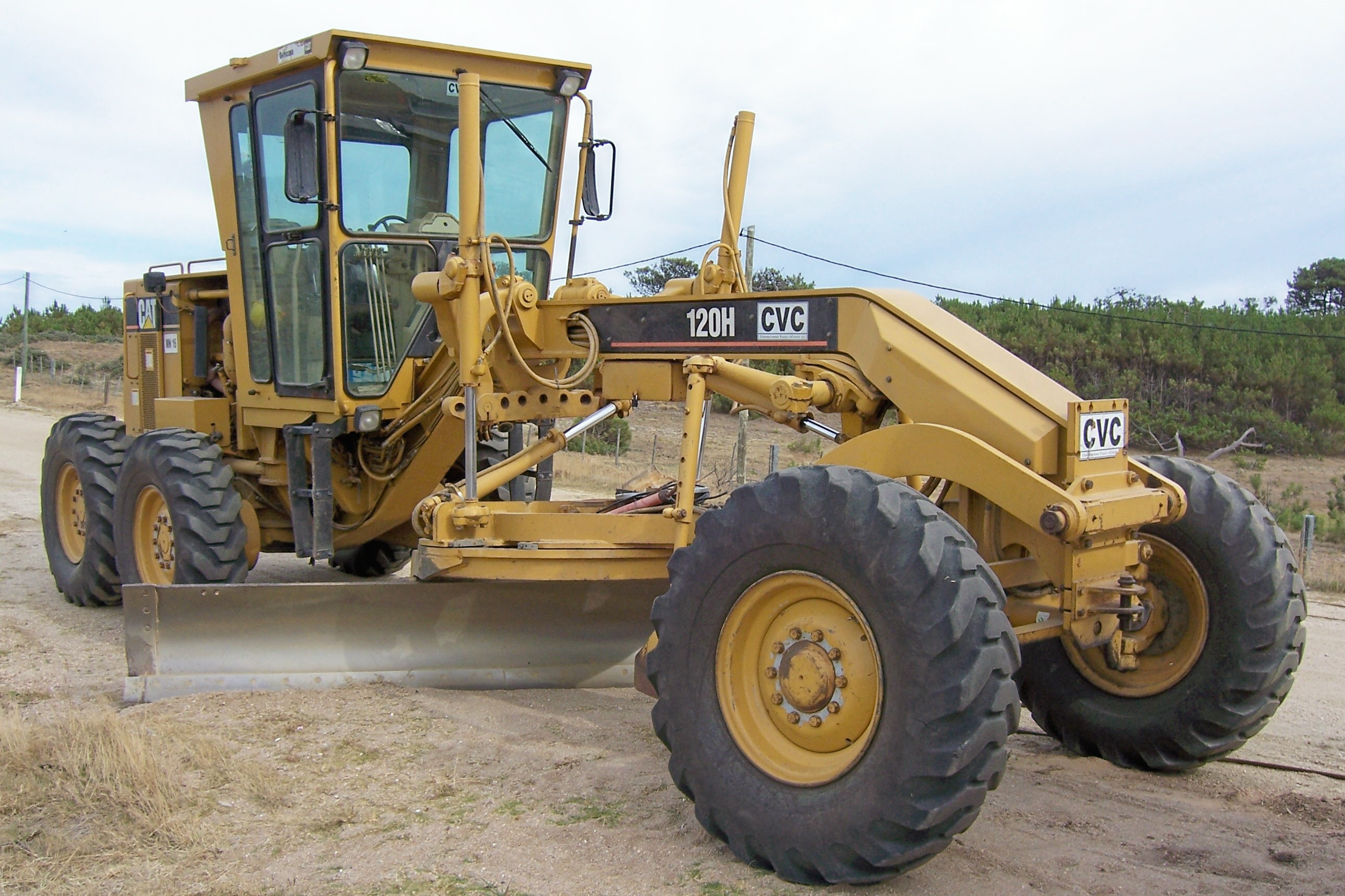
Równiarka samojezdna trzyosiowa

Równiarka – maszyna do robót ziemnych, służąca głównie do profilowania podłoży pod nawierzchnię dróg, lotnisk, rowów i poboczy, wyrównywania nasypów. Stosowane są również do mieszania materiałów drogowych w procesie stabilizacji, do zrywania starej nawierzchni, trawników itp. oraz do wyrównywania powierzchni pola.

## Podział
- ze względu na konstrukcję ramy
  - samojezdne
    - dwuosiowe (stosowane dawniej) – do ramy mocowane dwie osie, przednia (połączona przegubowo) i tylna na sztywno, a pomiędzy nimi lemiesz, który może być pochylany względem trzech prostopadłych osi oraz przesuwany na bok
    - trzyosiowe (stosowane w nowoczesnych konstrukcjach) – dwie tylne osie oraz przednia

  - ciągnione
    - konne (już nie stosowane od lat 50.)
    - ciągnikowe

- ze względu na napęd i sterowanie
  - mechaniczne
  - hydrauliczne

- ze względu na rozwiązanie mechanizmu skrętu
  - tylko przednia oś skrętna
  - przednia i tylna/tylne skrętne
  - przednia oś skrętna z przegubową ramą